# Kentaro Sakai
Kentaro Sakai (栄井 健太郎 Sakai Kentaro?,  nacido el 19 de mayo de 1975 en Fukuoka) es un exfutbolista japonés. Jugaba de centrocampista y su último club fue el Avispa Fukuoka de Japón.

## Trayectoria

### Clubes
| Club           | País  | Año         |
| -------------- | ----- | ----------- |
| Avispa Fukuoka | Japón | 1998 - 1999 |